# Крон, Ингеборг
Ингеборг Крон (нидерл. Ingeborg Kroon; род. 1 октября 1987 года, провинция Фрисландия, Нидерланды) — нидерландская конькобежка, двукратная чемпион мира среди юниоров. Выступала за команды "Jong Oranje" (2005/2006), KNSB "Trainingsteam" (2007-2009), "Gewest Friesland" (KNSB) (2006/2007 и 2009/2010), "Regiotop" (2009/2010), "Team Anker" (2010-2012).

## Спортивная карьера
Ингеборг Крон начала кататься на коньках в раннем детстве. С 11 лет участвовала в молодёжных соревнованиях, а с 2003 года в юниорских чемпионатах Нидерландов. В сезоне 2005/06 выиграла в многоборье среди юниоров на Национальном чемпионате и дебютировала на чемпионате мира среди юниоров, где выиграла "золото" в командной гонке преследования и заняла 12-е место в многоборье. Через год вновь стала 1-й в командной гонке на юниорском чемпионате мира и 4-й в многоборье. 
В сезоне 2007/08 Крон дебютировала на Кубке мира. В декабре 2009 года на олимпийском отборе в Херенвене не смогла пройти квалификацию, заняв 11-е место на дистанции 500 м, 8-е на 1000 м и 10 на 1500 м. В январе 2010 года участвовала на чемпионате мира в спринтерском многоборье в Обихиро, где заняла 21-е место. В октябре 2010 года заняла 4-е место на чемпионате Нидерландов, что оказалось её лучшим результатом на Национальных первенствах.
В 2012 году Ингеборг Крон заявила о завершении карьеры из-за серьезных проблем со спиной.

## Личная жизнь
Ингеборг Крон в 2006 году окончила "RSG Magister Alvinus" - государственную школу среднего образования (культура и общество) в городе Снек, в том же году прошла базовое обучение в фотоакадемии Амстердама. С 2007 по 2013 год обучалась в Университете Гронингена и получила степень бакалавра истории искусств. В 2016 году окончила Амстердамский университет со степенью магистра в области сохранение и восстановление культурного наследия и с октября 2016 по октябрь 2018 года проходила обучение реставратора по металлу.
В 2018 году открыла свою компанию "Kroon Metaalrestoratie". Ингеборг в паре с бывшим голландским конькобежцем Яном Смекенсом, с которым знакома с 2006 года. В октябре 2019 года у них родилась дочь Джози. Она любит путешествовать и вкусное мороженое. В настоящее время живут в городе Весп. В феврале 2019 года вместе с группой конькобежцев "Nuyt" участвовала в акции в память о погибшей в январе 2019 года от рака конькобежке Паулин ван Дётеком.